# Claudiu Keșerü
Claudiu Keserü (Oradea, 2 de dezembro, 1986) é um futebolista da Roménia que atua como atacante. Atualmente, defende o Ludogorets Razgrad.

## Carreira
Claudiu Keserü fez parte do elenco da Seleção Romena de Futebol da Eurocopa de 2016.

## Títulos
Steaua
- Campeonato Romeno (1): 2014–15
- Copa da Roménia (1): 2014–15
- Copa da Liga da Romênia (1): 2014–15

Ludogorets
- Campeonato Búlgaro (3):  2015–16, 2016–17, 2017–18, 2018–19, 2019–20
- Supercopa da Bulgária: 2018, 2019

### Prêmios individuais
- Artilheiro do Campeonato Búlgaro (2): 2017 e 2018